# Río Bogotá
Der Río Bogotá ist ein Nebenfluss des Río Magdalena. Er entspringt nördlich von Bogotá und passiert die Kleinstadt Suesca am Nordrand der Sabana de Bogotá. Der weitere Verlauf in südlicher Richtung führt durch den Westen der Städte Bogotá und Soacha.
Wenige Stromkilometer nach Soacha verlässt der Río Bogotá die Hochebene und stürzt kurz nach der Ortschaft El Charquito über den berühmten Salto del Tequendama als Wasserfall etwa 150 Meter senkrecht in die Tiefe. Im weiteren Verlauf überwindet der Rio Bogotá als Wildwasserfluss über 2000 Höhenmeter auf weniger als 200 Kilometern bis zu seiner Mündung in den Rio Magdalena.
Die großen Höhenunterschiede werden entlang des Flusses in zahlreichen Wasserkraftwerken zur Energiegewinnung genutzt. Deshalb führt der Río Bogotá oftmals nur wenig Oberflächenwasser, insbesondere zwischen Soacha und La Mesa. Auch der Tequendama-Fall fällt dann nahezu trocken.

## Zustand
Der Río Bogotá ist einer der am stärksten durch Umweltverschmutzung belasteten Flüsse Südamerikas, wahrscheinlich der Welt. Derzeit nimmt er die Abfälle und Fäkalien von geschätzten acht Millionen Einwohnern sowie der gesamten Industrie im Süden Bogotás auf. Zwischen Mosquera und Soacha befindet sich zwar eine mechanische Kläranlage, die jedoch völlig überlastet ist. Diese kann nur vier Kubikmeter pro Sekunde (= 126.144.000 Tonnen pro Jahr) behandeln, in der Stadt fallen aber 438.000.000 Tonnen organische Abwässer pro Jahr an.
Für die Erneuerung und Ausbau der Kläranlage und die Sanierung von ca. 90 km des Flusses sind über 1,2 Billionen kolumbianische Pesos, was 7 % der Steuereinnahmen der Stadt entspricht, bereitgestellt worden. Das Projekt Megaproyecto Río Bogotá hat eine angesetzte Laufzeit von drei Jahren. Die Erwartung ist, dass danach das Wasser des Río Bogotá wenigstens wieder für die Bewässerung der zahlreichen Agrarflächen der Region genutzt werden kann. Die zweite Bauphase beinhaltet den Bau einer 350 Millionen Dollar neuen Kläranlage, wobei aber nur 50 % der Kosten durch die Stadt getragen werden können.